# Лифшиц, Роман Иосифович
Рома́н Ио́сифович Ли́фшиц (6 октября 1929, Смоленск — 20 декабря 1994, Челябинск) — советский врач, учёный-комбустиолог, один из организаторов системы здравоохранения Челябинской области в области ожоговой медицины, доктор медицинских наук, заслуженный деятель науки Российской Федерации, член-корреспондент Российской академии естественных наук, почётный член Британской ожоговой ассоциации (англ. British Burn Association).

## Биография

Памятник Р. И. Лифшицу на Успенском кладбище

Родился 5 октября 1929 года в Смоленске в семье врача Иосифа Григорьевича Лифшица. В 1956 году, по окончании Челябинского медицинского института (ЧМИ) (1952) и военно-медицинского факультета при Саратовском медицинском институте, защитил кандидатскую диссертацию и приступил к работе ассистентом на кафедре биохимии ЧМИ. С 1962 года доцент, с 1965 (согласно другим источникам, с 1966) по 1994 годы заведующий кафедрой, с 1971 года профессор.
В 1978 году под руководством Романа Иосифовича кафедра стала одним из организаторов областного ожогового центра на базе медико-санитарной части Челябинского металлургического завода, который впоследствии приказом Минздрава РФ был преобразован в Межтерриториальный ожоговый центр при ГКБ № 6 Челябинска, который профессор Лифшиц возглавлял до своей смерти в 1994 году. Международную известность центр получил после успешного лечения пострадавших в железнодорожной катастрофе под Уфой («Ашинской трагедии»).
В 1978 году он был избран председателем челябинского отделения Всесоюзного биохимического общества АН СССР и председателем объединения биохимиков Урала, Поволжья и Западной Сибири и оставался в этих должностях до самой смерти.
Роман Иосифович Лившиц умер в Челябинске 20 декабря 1994 года и был похоронен на Успенском кладбище.

## Семья

Памятник родителям Р. И. Лифшица на Успенском кладбище

Отец — Иосиф Григорьевич Лифшиц (1893—1971), уроженец Монастырщины — заведующий кафедрой педиатрии Челябинского медицинского института; мать — Матильда Марковна Лифшиц (1897—1973); старший брат Фридрих Иосифович Лифшиц (1923—1999) — завотделением областной клинической больницы, завкафедрой нервных болезней мединститута, заведующий клиническим отделом государственного института лазерной хирургии; жена — Валентина Ефимовна Демаховская (род. 1935), главный физиотерапевт Челябинской области, заслуженный врач РСФСР.

## Научные достижения
Под руководством Романа Иосифовича был разработан белковый препарат БИТО для трансфузионного лечения шока и острой ожоговой токсемии, получивший высокую оценку своей терапевтической эффективности в ведущих клиниках России и СНГ. Он создал научную школу комбустиологов: защищено 10 докторских и более 40 кандидатских диссертаций, связанных с изучением патогенеза и методов лечения ожоговой травмы. Разработал основы патохимии ожогов (в том числе комбинированных радиационно-термических), раскрыл важную роль соединений пептидной природы. Полученные данные легли в основу разработки и создания новых средств дезинтоксикационной терапии на основе белков донорской крови.
По словам профессора Вадима Цейликмана, профессор Лифшиц первым ввел в биохимию понятие «метаболический синдром».

### Некоторые научные работы
Опубликовал более 200 научных работ, в том числе 5 монографий.
- Б. М. Вальдман, Р. И. Лифшиц. У истоков жизни. — Ч., 1976.
- Р. И. Лифшиц. Посттравматический метаболический синдром. — Минск, 1983;
- В. В. Саломатин, Р. И. Лифшиц. Псевдоуридин в норме и патологии. — Ч., 1984.
- И. И. Долгушин, Л. Я. Эберт, Р. И. Лифшиц. Иммунология травмы. — Свердловск, 1989.
- Р. И. Лифшиц. Комбинированные радиационно-термические поражения: патогенез, клиника, лечение. — М., 1993[6].

### Патенты
- Правообладатель(и): Лифшиц Роман Иосифович, Ефименко Геннадий Петрович. Способ лечения термических ожогов (РФ № 2112521). Подача заявки: 5 июня 1985 года. Публикация патента: 10 июня 1998 года[13][14].
- Правообладатель(и): Лифшиц Роман Иосифович. Способ лечения ожоговой болезни (RU 2003344)[15].
- Правообладатель(и): Рыльникова Галина Юрьевна, Лифшиц Роман Иосифович. Средство для энтеросорбции при термических ожогах (RU 2078570). Подача заявки: 11 января 1993 года. Публикация патента: 10 мая 1997 года[16][17].

## Награды и почётные звания
- Орден «Знак Почёта» (1981)[6]
- Орден Октябрьской Революции (1986)[6]
- Почётный член Британской ожоговой ассоциации (с 1990)[4]

## Память
В Челябинске Роману Иосифовичу установлены три мемориальные доски: на фасаде дома, в котором он жил и работал с 1957 по 1994 годы (ул. Цвиллинга, 38), на фасаде второго корпуса ГКБ № 6 (ул. Румянцева, 28), и на здании главного корпуса Челябинского медицинского института (ул. Воровского, 64).
В Челябинске проводятся научные конференции, посвящённые памяти Романа Лифшица: так, в 1996 году состоялась конференция «Актуальные вопросы комбустиологии, реаниматологии и экстремальной медицины», посвящённая памяти профессора Романа Лифшица, а в октябре 2009 года прошла научная конференция объединения биохимиков Урала, Западной Сибири, Поволжья, посвящённая 80-летию со дня рождения Романа Иосифовича Лифшица и 65-летию Челябинской государственной медицинской академии, шестеро гостей оказались учениками Романа Иосифовича.

Мемориальная доска на здании, где Р.И. Лифшиц жил в 1957-94 гг.
Мемориальная доска на фасаде 2 корпуса ГКБ №6 г. Челябинска